# Markea coccinea
Markea coccinea är en potatisväxtart som beskrevs av Louis Claude Marie Richard. Markea coccinea ingår i släktet Markea och familjen potatisväxter. Inga underarter finns listade i Catalogue of Life.